# René Coicaud
René Coicaud (Libourne, 1927. augusztus 25. – Bergerac, 2000. október 1.) olimpiai és világbajnoki ezüstérmes francia tőrvívó.